# Kinyongia
Kinyongia är ett släkte av kameleonter med flera arter som förekommer i östra Afrika. Flera medlemmar listades före 2006 i andra släkten.
Arten har en grön grundfärg och de vistas i träd eller i den låga växtligheten. Typisk för hannar av flera släktmedlemmar är horn på nosen som liknar ett blad. Dessutom kan de ha olika andra utskott på huvudet. Däremot saknas strukturer som en kam på ryggen eller ett skägg på hakan. Flera arter har en mycket begränsad utbredning.
Släktets vetenskapliga namn är hämtat från swahili och betyder kameleont.
The Reptile Database listar följande arter:
- Kinyongia adolfifriderici
- Kinyongia asheorum
- Kinyongia boehmei
- Kinyongia carpenteri
- Kinyongia excubitor
- Kinyongia fischeri
- Kinyongia gyrolepis
- Kinyongia itombwensis
- Kinyongia magomberae
- Kinyongia matschiei
- Kinyongia msuyae
- Kinyongia multituberculata
- Kinyongia mulyai
- Kinyongia oxyrhina
- Kinyongia rugegensis
- Kinyongia tavetana
- Kinyongia tenuis
- Kinyongia tolleyae
- Kinyongia uluguruensis
- Kinyongia uthmoelleri
- Kinyongia vanheygeni
- Kinyongia vosseleri
- Kinyongia xenorhina

IUCN listar flera arter som starkt hotade (EN) och Kinyongia mulyai som akut hotad (CR).